# Grön manakin
Grön manakin (Cryptopipo holochlora) är en fågel i familjen manakiner inom ordningen tättingar.

## Utseende och läte
Grön manakin är en relativt intetsägande medlem av familjen. Både hona och hane har enfärgat olivgrön fjäderdräkt med en svag ljus ögonring. Den är mycket lik hona kolmanakin, men är mer bjärt i färgerna utan sotaktig anstrykning. Vidare skiljs den från honor av andra manakiner genom längre stjärt och gråaktiga ben. Fågeln är mestadels tystlåteb, men kan avge en tunn och stigande vissling eller en kort, metallisk drill.

## Utbredning och systematik
Grön manakin delas in i två underarter med följande utbredning:
- C. h. holochlora – tropiska sydöstra Colombia, östra Ecuador och östra Peru (i söder till Junín)
- C. h. viridior – förberg i sydöstra Peru (Cusco och nordvästra Puno)

Tidigare inkluderades chocómanakin (C. litae) i arten, men urskildes 2016 som egen art av BirdLife International, 2022 av tongivande eBird/Clements och 2023 av International Ornithological Congress.

## Status och hot
Arten har ett stort utbredningsområde, men tros minska i antal, dock inte tillräckligt kraftigt för att den ska betraktas som hotad. Internationella naturvårdsunionen IUCN listar arten som livskraftig (LC).